# Eulasia pretiosa
Eulasia pretiosa är en skalbaggsart som beskrevs av Truqui 1848. Eulasia pretiosa ingår i släktet Eulasia och familjen Glaphyridae. Inga underarter finns listade i Catalogue of Life.